# Station Ham (Somme)
Station Ham is een spoorwegstation in de Franse gemeente Ham.